# Hlabisa (gmina)
Hlabisa – gmina w Republice Południowej Afryki, w prowincji KwaZulu-Natal, w dystrykcie Umkhanyakude. Siedzibą administracyjną gminy jest Hlabisa.